# اثل گریفیس
اثل گریفیس (انگلیسی: Ethel Griffies؛ ‏ ۲۶ آوریل ۱۸۷۸ – ۹ سپتامبر ۱۹۷۵) هنرپیشه اهل انگلستان بود.
از فیلم‌ها یا برنامه‌های تلویزیونی که وی در آن نقش داشته است می‌توان به پرندگان، چه سرسبز بود دره من، بیلی دروغگو، از خودگذشتگی، جین ایر، جین ایر و پل واترلو اشاره کرد.